# 理查德·伯登
理查德·伯登（Richard Burden，1954年9月1日—）是一位英格蘭政治人物，他的黨籍是工黨。自1992年開始，他擔任伯明罕諾斯菲爾德選區選出的英國下議院議員。他是影子內閣現任交通大臣。